# Meus Prêmios Nick 2011
O Meus Prêmios Nick 2011 foi a décima segunda edição da premiação. Ocorreó no dia 13 de outubro de 2011 e transmitida ao vivo do Credicard Hall, em São Paulo, às 20 horas pela Nickelodeon Brasil, esta edição foi apresentada pelo grupo Restart.

## Apresentações
- Ivete Sangalo
- Dulce María
- NX Zero
- Emicida

## Vencedores e indicados

### Programa de TV Favorito
| Programa      | Resultado | País           |
| ------------- | --------- | -------------- |
| Rebelde       | Venceu    | Brasil         |
| Big Time Rush | Indicado  | Estados Unidos |
| Glee          | Indicado  | Estados Unidos |
| iCarly        | Indicado  | Estados Unidos |

### Atriz Favorita
| Indicado       | Programa         | Resultado | País   |
| -------------- | ---------------- | --------- | ------ |
| Sophia Abrahão | Rebelde          | Venceu    | Brasil |
| Bianca Bin     | Cordel Encantado | Indicado  | Brasil |
| Eiza González  | Sueña Conmigo    | Indicado  | México |
| Cláudia Raia   | Ti Ti Ti         | Indicado  | Brasil |

### Ator Favorito
| Indicado            | Programa          | Resultado | País   |
| ------------------- | ----------------- | --------- | ------ |
| Ricardo Tozzi       | Insensato Coração | Venceu    | Brasil |
| Cauã Reymond        | Cordel Encantado  | Indicado  | Brasil |
| Gabriel Braga Nunes | Insensato Coração | Indicado  | Brasil |
| Murilo Benício      | Ti Ti Ti          | Indicado  | Brasil |

### Personagem de TV Favorito
| Indicado                           | Programa          | Resultado | País           |
| ---------------------------------- | ----------------- | --------- | -------------- |
| Sam (Jennette McCurdy)             | iCarly            | Venceu    | Estados Unidos |
| Capitão Jack Sparrow (Johnny Depp) | Piratas do Caribe | Indicado  | Estados Unidos |
| Patrick Star                       | Bob Esponja       | Indicado  | Estados Unidos |
| Spencer Shay (Jerry Trainor)       | iCarly            | Indicado  | Estados Unidos |

### Desenho Favorito
| Indicado                  | Resultado | País           |
| ------------------------- | --------- | -------------- |
| Bob Esponja               | Venceu    | Estados Unidos |
| Chaves                    | Indicado  | México         |
| Phineas e Ferb            | Indicado  | Estados Unidos |
| Os Pinguins de Madagascar | Indicado  | Estados Unidos |

### Artista Internacional Favorito
| Indicado      | Resultado | País           |
| ------------- | --------- | -------------- |
| Dulce María   | Venceu    | México         |
| Katy Perry    | Indicado  | Estados Unidos |
| Big Time Rush | Indicado  | Estados Unidos |
| Justin Bieber | Indicado  | Canadá         |

### Cantora Favorita
| Indicado        | Resultado | País   |
| --------------- | --------- | ------ |
| Paula Fernandes | Venceu    | Brasil |
| Manu Gavassi    | Indicado  | Brasil |
| Cláudia Leitte  | Indicado  | Brasil |
| Pitty           | Indicado  | Brasil |

### Cantor Favorito
| Indicado     | Resultado | País   |
| ------------ | --------- | ------ |
| Luan Santana | Venceu    | Brasil |
| Chorão       | Indicado  | Brasil |
| Pe Lanza     | Indicado  | Brasil |
| Di Ferrero   | Indicado  | Brasil |

### Banda Favorita
| Indicado   | Resultado | País   |
| ---------- | --------- | ------ |
| NX Zero    | Venceu    | Brasil |
| Chimarruts | Indicado  | Brasil |
| Pitty      | Indicado  | Brasil |
| Restart    | Indicado  | Brasil |

### Música do Ano
| Indicado             | Artista      | Resultado | País   |
| -------------------- | ------------ | --------- | ------ |
| "Um Beijo"           | Luan Santana | Venceu    | Brasil |
| "Onde Estiver"       | NX Zero      | Indicado  | Brasil |
| "Vou Cantar"         | Restart      | Indicado  | Brasil |
| "Planos Impossíveis" | Manu Gavassi | Indicado  | Brasil |

### Revelação Musical
| Indicado      | Resultado | País   |
| ------------- | --------- | ------ |
| Manu Gavassi  | Venceu    | Brasil |
| CW7           | Indicado  | Brasil |
| Gusttavo Lima | Indicado  | Brasil |
| Michel Teló   | Indicado  | Brasil |

### Filme do Ano
| Indicado                                           | Resultado | País                   |
| -------------------------------------------------- | --------- | ---------------------- |
| Harry Potter e as Relíquias da Morte 2             | Venceu    | Estados Unidos         |
| Enrolados                                          | Indicado  | Estados Unidos         |
| Piratas do Caribe – Navegando em Águas Misteriosas | Indicado  | Estados Unidos         |
| Rio                                                | Indicado  | Brasil/ Estados Unidos |

### Gato do Ano
| Indicado         | Resultado | País      |
| ---------------- | --------- | --------- |
| Caio Castro      | Venceu    | Brasil    |
| Chay Suede       | Indicado  | Brasil    |
| Santiago Ramundo | Indicado  | Argentina |
| Thomas           | Indicado  | Brasil    |

### Gata do Ano
| Indicado             | Resultado | País   |
| -------------------- | --------- | ------ |
| Mel Fronckowiak      | Venceu    | Brasil |
| Giovanna Lancellotti | Indicado  | Brasil |
| Ísis Valverde        | Indicado  | Brasil |
| Sabrina Sato         | Indicado  | Brasil |

### Humorista Favorito
| Indicado           | Resultado | País   |
| ------------------ | --------- | ------ |
| Leandro Hassum     | Venceu    | Brasil |
| Eduardo Sterblitch | Indicado  | Brasil |
| Tatá Werneck       | Indicado  | Brasil |
| Marcelo Adnet      | Indicado  | Brasil |

### Atleta Favorito
| Indicado    | Resultado | País   |
| ----------- | --------- | ------ |
| Neymar      | Venceu    | Brasil |
| César Cielo | Indicado  | Brasil |
| Giba        | Indicado  | Brasil |
| Marta       | Indicado  | Brasil |

### Twitter do Ano
| Indicado                        | Resultado | País   |
| ------------------------------- | --------- | ------ |
| Nickelodeon (@nickelodeonBR)    | Venceu    | Brasil |
| Restart (@rockrestart)          | Indicado  | Brasil |
| Capricho (@capricho)            | Indicado  | Brasil |
| Sabrina Sato (@SabrinaSatoReal) | Indicado  | Brasil |

### Game Favorito
| Indicado              | Resultado | País           |
| --------------------- | --------- | -------------- |
| Angry Birds Rio       | Venceu    | Estados Unidos |
| FIFA 11               | Indicado  | Canadá         |
| Just Dance 2          | Indicado  | Estados Unidos |
| Pokémon Black & White | Indicado  | Estados Unidos |

### Cabelo Maluco
| Indicado      | Resultado | País           |
| ------------- | --------- | -------------- |
| Neymar        | Venceu    | Brasil         |
| Restart       | Indicado  | Brasil         |
| Eiza González | Indicado  | México         |
| Willow Smith  | Indicado  | Estados Unidos |

### Prêmio Ajude Seu Mundo
| Prêmio Ajude Seu Mundo |
| ---------------------- |
| Casa do Zezinho        |